# Das kostbarste aller Güter
Das kostbarste aller Güter (französisch La plus précieuse des marchandises) ist ein Jugendbuch von Jean-Claude Grumberg, das zur Zeit der Schoa spielt. Die deutsche Erstausgabe mit Illustrationen von Ulrike Möltgen erschien 2020 im Verlagshaus Jacoby & Stuart und wurde 2021 von der Jugendjury für den Deutschen Jugendliteraturpreis nominiert. 2024 erschien eine gleichnamige Verfilmung unter Regie von Michel Hazanavicius.

## Handlung

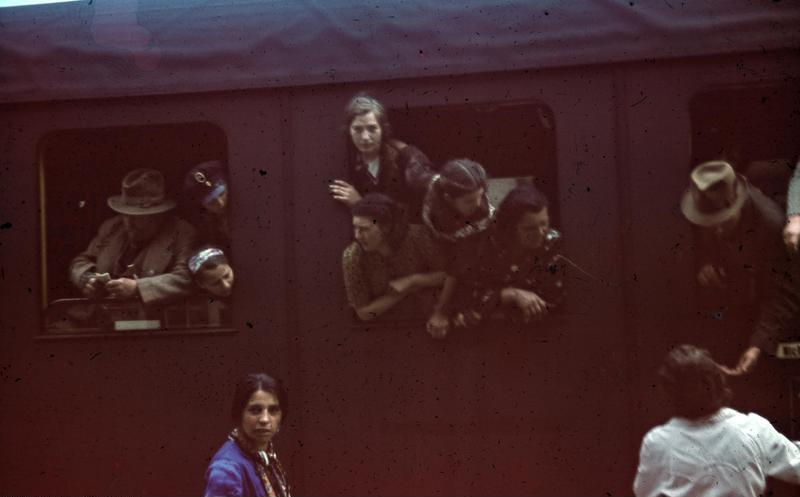
Deportation von Sinti und Roma, Asperg 1940

Eine jüdische Familie mit zwei Säuglingen wird im Februar 1943 in einem Güterzug vom Sammellager Drancy ins Konzentrationslager Auschwitz deportiert. Die Mutter befürchtet, dass sie nicht beide Kinder mit ihrer Milch ernähren kann, weshalb sie sich entscheidet, eines der beiden eingewickelt in einen Gebetsschal nach draußen in den Schnee zu werfen.
Dort findet es die Frau eines Holzfällers, eine liebenswürdige, bescheidene Frau, die die Botschaften und die Rufe der Menschen aus den Zügen gern beobachtet, ohne zu wissen, was mit ihnen geschieht, und sich schon immer ein Kind gewünscht hat. Sie wertet das schreiende Kind und seinen feinen Schal als Gottesgeschenk – ihr „kleines Gut“, wie sie es nennt – und nimmt es mit zu sich nach Hause. Dort kommt es zu einer Auseinandersetzung mit ihrem Mann, der bemerkt hat, dass es sich um ein jüdisches Kind handelt, und sich weigert, das Kind „Herzloser“ oder „Gottesmörder“ zu behalten, – nicht zuletzt aufgrund der Todesstrafe, die jedem droht, der einen Juden versteckt. Nach inständigem Flehen seiner Frau erlaubt er ihr dennoch, das Kind zu behalten.
Trotz der prekären Versorgungssituation müht sich die Frau, das Kind zu ernähren und es liebevoll aufzuziehen. Von da an beobachtet sie nicht weiter die Züge, aus denen die Menschen ihr früher Zettel zugeworfen hatten, und fragt sich nicht, was wohl mit den übrigen Menschen im Güterzug geschehen sei, da sie zu sehr mit ihrem Glück beschäftigt ist.

## Rezeption
Das Buch erhielt ein eher geringes Medienecho, wurde aber von der Jugendjury für den Deutschen Jugendliteraturpreis 2021 nominiert.
Gertrud Plennert vom Borromäusverein findet, dass es Jean-Claude Grumberg gelungen ist, das Holocaustthema literarisch zu verarbeiten. Er erzähle von der Unmenschlichkeit in ihrer grausamsten Form und stelle ihr die Menschlichkeit in ihrer ursprünglichen, wahrhaftigen Art gegenüber.
Katrin Diehl von der Jüdischen Allgemeinen bezeichnet das Buch als „literarisches Wagnis“ und nicht als Märchen: es provoziere so lange mit seiner vorgespielten Märchenhaftigkeit, bis sich die »Wahrheit« zu erkennen gibt. Dass das Mädchen überlebe, sei „eine Geschichte, die sich der Autor so gewünscht haben mag. Denn fast alle Menschen in den Zügen überlebten – wie sein eigener Vater – nicht.“

## Ausgaben
- Jean-Claude Grumberg: La plus précieuse des marchandises : un conte. Éditions du Seuil, Montrouge 2019.
- Jean-Claude Grumberg: Das kostbarste aller Güter: ein Märchen. Illustrationen Ulrike Möltgen. Aus dem Französischen von Edmund Jacoby. Jacoby & Stuart, Berlin 2020.